# BK Spartak Primorje Vladivostok
Basketbolnyj kloeb Spartak Primorje Vladivostok (Russisch: Баскетбольный клуб Спартак-Приморье Владивосток), was een professionele basketbalclub uit Vladivostok, Rusland.

## Geschiedenis
De club werd opgericht op 4 oktober 1999 als Spartak-VGUES. Haar thuiswedstrijden worden gespeeld in het SK Olimpiets voor 1.250 toeschouwers. In 2003 werd de naam Spartak Primorje. In 2005 werd Spartak Primorje landskampioen van Rusland in de Russische superliga B en promoveerde naar de Russische superliga A. In 2009 degradeerde Spartak Primorje uit de Russische superliga A. Ze spelen nu in de Russische superliga B. In 2011 werd Spartak Primorje weer landskampioen van Rusland in de Russische superliga B en promoveerde naar de Russische superliga A. In 2012 speelde Spartak Primorje de finale om de Russische beker. Ze verloren van Krasnye Krylja Samara met 62-84. In 2018 werd Spartak Primorje weer landskampioen van Rusland in de Russische superliga B. In 2020 werd de club opgeheven.

## Logo
Voorafgaand aan het seizoen 2009/10 gebruikte de club het traditionele Spartak embleem (rode ruit met een kruis en een witte letter C met basketbal). In september 2009 kon men stemmen op de site van de club en werd er gekozen voor het nieuwe logo - tijger gezicht met op de achtergrond een basketbal.

## Erelijst
- Landskampioen Rusland: 3 (divisie B)
  - Winnaar: 2005, 2011, 2018
  - Tweede: 2015
  - Derde: 2014, 2017

- Bekerwinnaar Rusland:
  - Runner-up: 2012

## Bekende (oud)-spelers
- Andrej Fetisov
- Nikita Morgoenov
- Viktor Kejroe
- Pjotr Samojlenko
- Tomas Nagys
- Vidas Ginevičius
- Virgil Stanescu
- Nikola Jestratijević
- Milos Minic
- Torraye Braggs
- Willie Morris Deane
- Derrick Phelps
- J. R. Bremer

## Bekende (oud)-coaches
- Slobodan Nikolić(2005-2006)
- Sergej Babkov(2006-2009)
- Vadim Filatov(2009-2010)
- Boris Livanov(2010-2012)
- Gundars Vētra(2012-2013)
- Russell Bergman(2013-2014)
- Eduard Raud(2014-2015)
- Jevgeni Kisoerin(2015-2016)
- Miloš Pavićević(2016-2018)
- Maksim Uchaykin(2019-2020)